# WarioWare: Smooth Moves
WarioWare: Smooth Moves (japonsky: おどるメイド イン ワリオ) je videohra pro Wii z roku 2006 (respektive 2007). Je to pátá hra ze série WarioWare. Hry ze série WarioWare jsou založené na tzv. mikrohrách, což jsou krátké hry (trvající jen několik sekund), které obvykle využívají nové funkce konzole, pro kterou je hra vydána (v případě WarioWare: Smooth Moves ovládání pomocí pohybu, pomocí ovladače Wii Remote). Hra má také příběh, točící se okolo Waria a dalších postav. Poté co hráč odehraje singleplayerový mód, může hru hrát i více hráčů.

Znak Waria, hlavní postavy hry

Hra byla kritiky hodnocena poměrně pozitivně, někdy bývá označována jako jedna z nejlepších her pro Wii. V Japonsku je to čtvrtá nejprodávanější hra pro Wii. Někdy ale bývá kritizována za to, že je moc krátká.